# Осова (Підляське воєводство)
Осова (пол. Osowa) — село в Польщі, у гміні Сувалки Сувальського повіту Підляського воєводства.
Населення — 84 особи (2011).
У 1975-1998 роках село належало до Сувальського воєводства.

## Демографія
Демографічна структура станом на 31 березня 2011 року:
|          | Загалом | Допрацездатний вік | Працездатний вік | Постпрацездатний вік |
| -------- | ------- | ------------------ | ---------------- | -------------------- |
| Чоловіки | 44      | 9                  | 30               | 5                    |
| Жінки    | 40      | 9                  | 22               | 9                    |
| Разом    | 84      | 18                 | 52               | 14                   |